# Hilaire Pader
Hilaire Pader est un peintre français né à Toulouse en février 1607 et mort dans la même ville en août 1677.

## Biographie
Hilaire Pader est le fils ou le neveu d'Anthoine Pader, taillandier en 1604, lui-même fils de Jacques Pader, taillandier, et de Jeanne Arnaulde. Un de ses fils a été couronné plusieurs fois aux Jeux floraux.
Sa mère, Jeanne Arnaulde signe un contrat d'apprentissage de 100 livres avec Jean Chalette en 1632 pour la formation de son fils à la peinture jusqu'en 1635. Pendant cette durée d'apprentissage, le maître s'engage à former, nourrir et loger l'apprenti conformément au règlement de la communauté des peintres de Toulouse. Il s'est ensuite rendu à Rome et y reste cinq ans. En 1640 il est à Monaco et à Toulouse en 1641.
Au cours de son voyage en Italie il a dé couvert les écrits de Gian Paolo Lomazzo comme il l'écrit dans La peinture parlante :
Et quand sous le Troyen j'écoulais mon jeune âge,
J'entends le sieur Chalette admirable aux portraits
Lui qui pour les petits redoubla ses attraits ;
Mais je changeai de note au moment que le Tibre
Eût changé ma manière & ma façon de vivre,
J'écoutais la raison, & pour faire mon cours
Le docte Milanais (Lomazzo) s'offrit à mon secours.
Dans ses livres, il écrit qu'il a visité et étudié les chefs-d'œuvre de l'Antiquité, dans la cour de Farnèse, le jardin et les salles  du Vatican. Il a précisé qu'il a travaillé dans l'atelier de Niccolò Tornioli. Il a fréquenté en Italie des académies fondées dans les ateliers d'artistes où des peintres ou des sculpteurs enseignaient le dessin d'après des modèles « dal nudo » ou « dal naturale ».
À son retour à Toulouse, il a souhaité y installer en 1641 une académie sur le modèle italien d'après le modèle vivant. Par contrat passé le 30 juin 1641, il a fondé une académie de peinture et de sculpture avec le peintre Jean André et le sculpteur Guillaume Fontan. Cette académie devait enseigner aux débutants les arts à partir d'un modèle. Jean Barrau a été le Toulousain rémunéré pour être le modèle de l'académie. Dans Explication des mots et terme de la peinture placée en introduction du livre La peinture parlante, Hilaire Pader a écrit Une académie, c'est une figure dessinée conformément au modèle qui est un homme que les peintres paient pour les servir en le dépouillant tout nu, et qu'ils mettent en acte, c'est-à-dire en posture, d'où ledit modèle ne doit bouger sans en avertir les écoliers qui dessinent dans l'académie, d'où les figurent tirent leur nom. Aucun document ne permet de préciser combien de temps a duré cette académie et comment elle a fonctionné.
Quand Jean Chalette est mort, il a été désigné comme peintre de l'hôtel de ville de Toulouse pour terminer les peintures que la mort ne lui avait pas permis d'achever comme le montre un état des comptes de la ville, en 1646. Les gages annuels de peintre de l'hôtel de ville sont à cette époque de 600 livres.
Il est également connu comme poète et traducteur. On lui doit la traduction d'un livre d'histoire de l'art par le critique italien Gian Paolo Lomazzo en 1649,. Dans ce livre il s'est dit Peintre de l'Altesse du Sérénissime Prince Maurice de Savoie à qui il a dédié ce livre. Aucun document ne permet de savoir à quelle occasion Hilaire Pader a rencontré Maurice de Savoie. Ce dernier avait abandonné son chapeau de cardinal en 1642 pour épouser sa nièce Louise-Christine de Savoie et s'était installé à Nice, puis à Turin à partir de 1648.
Dans les années 1650, il partage sa vie entre la cour du prince Honoré II Grimaldi et Toulouse. Il lui a aussi dédié la première édition de son livre La peinture parlante. Aucun document ne permet de préciser comment Hilaire Pader a fait la rencontre du prince de Monaco et combien de temps ont duré cette liaison avec la cour de Monaco, probablement entre 1648 et 1658. C'est probablement grâce à la proximité de Monaco et de Nice qui peut l'expliquer. Il a peint plusieurs tableaux pour Maurice de Savoie cités par Pader et dans l'inventaire du palais de Monaco.
Le 28 janvier 1656, il a signé le bail à besogne pour deux tableaux pour la chapelle des Pénitents noirs de Toulouse : Le Triomphe de Joseph et Le Déluge.
Il était d'un caractère impulsif, ayant une haute idée de son talent. Desazars de Montgailhard le décrit comme « doué d'un tempérament ardent, d'une imagination mobile, c'était le type du méridional ambitieux et mécontent, cherchant la fortune et la gloire, vivant d'illusions, aimant son art, mais incapable de s'assujettir à un travail régulier et exclusif ». Ce caractère a fait qu'il n'a pas toujours été apprécié. Le 6 décembre 1659, il avait été nommé comme peintre d'histoire à l'Académie royale de peinture et de sculpture de Paris. Son tableau de réception représentait Paix universelle du règne d'Auguste. En 1663 s'est produit l’incident du Capitole. Il a reçu « de quelques capitoulz de la ville de Tholoze » des « affrons sanglans ». Il en a été indigné. Il semble qu'Hilaire Pader et Antoine Durand exerçaient la fonction de peintre de l'hôtel de ville en commun, entre 1661 et 1663. Les archives de l'hôtel de ville indiquent qu'à la suite d'un conflit entre Hilaire Pader et certains capitouls, Antoine Durand reçoit le 12 septembre 1662 « la somme de cent vingt-quatre livres que lui est ordonné à prendre icelle sur la somme de deux cens livres restant à payer à Hillere Pader, aussi peintre de ladite maison de ville, et ce pour avoir faict de nostre mandemant et peint dans le livre des Annales Messieurs de Rouquette, de Bach et de Pounsan, capitouls, que ledit Pader estoit obligé de peindre, lesquels de l'ont vouleu permettre. Cette année-là il ne reçoit que 376 livres sur les 500 de son traitement ».
Il a probablement quitté la ville car on le trouve hébergé au palais épiscopal de Luçon à la fin de 1666 et en 1667, par l'évêque Nicolas Colbert, où il a peint quelques tableaux de dévotion. Dans ses écrits intimes de son testament de 1668 remis au notaire Du Toron, il se définit alors comme toulousain de naissance et romain de cœur et décrit son séjour à Luçon. Dans un codicille joint en 1670 à son testament il déclare avoir « faict une ferme résolution de m'en aller à Paris ou à Rome pour y finir le reste de mes jours à cause des mauvais traitemans que j'ay receus de quelques bourgeois dans la Maison de Ville ».
Cependant, il est resté dans son domicile, rue Peyrolières, à Toulouse, où il a ouvert une école publique et gratuite de dessin. Il s'est alors trouvé en concurrence vive avec celle qui avait été ouverte par Nicolas de Troy, lui aussi un ancien élève de Jean Chalette.
Il était un ami personnel du sculpteur Pierre Affre.
En 1643, il avait acquis le domaine d'Assezan à Belberaud. Un tableau de sa main, Saint Michel terrassant le dragon, est exposé dans l'église.
Il avait de bonnes relations avec les Cordeliers de la Grande-Observance où se trouvait un de ses fils. Les Dominicains lui ont accordé le droit de sépulture « en leur cloître, devant la porte du chapitre ». Il tenait en particulière estime les Trinitaires auxquels il avait prévu de léguer un de ses tableaux.
Dans Le Songe énigmatique de la peinture universelle, Hilaire Pader a écrit qu'il considérait la peinture comme la « Servante du Très-Haut ».
Il a été nommé baile de la communauté des peintres de Toulouse, en 1664.

## Famille
- Hilaire Pader s'est marié par contrat du 14 novembre 1641 avec Jeanne Tailhasson, fille de Laurens Tailhasson, « hautbois en Tholose »[18],[19], descendant de Gailhard Tailhasson, dit Mathaly ou Matelin, lieutenant du roi des violons de France pour le ressort du parlement de Toulouse[20] dont il a eu :
  - deux enfants morts en bas âge,
  - Jeanne Pader mariée à Jean Baillac, bourgeois de Blaye,
  - Jean Antoine Pader d'Assezan (1654-1696), docteur et avocat au parlement de Toulouse, poète et auteur dramatique. Il a été plusieurs fois lauréat de l'Académie des jeux floraux de Toulouse. Il a écrit une tragédie en 5 actes, Agamemnon, en 1680, et une seconde tragédie en 1686, Antigone[21]. Les deux tragédies sont en fait de Claude Boyer. Claude Boyer a expliqué, en 1683, dans la préface de sa pièce Artaxerce la raison de ce subterfuge par le souhait d'éviter les critiques dus à une cabale montée par Boileau, Racine et Furetière[22],
  - Antoine Pader, connu sous le nom de frère Antoine après qu'il soit entré au couvent des cordeliers de la Grande-Observance,
  - Raymond Pader, marié en 1678 avec Jeanne Chanfreau, fille de Géraud Chanfreau, marchand de Toulouse,
  - Jean-Raymond Pader, bachelier en théologie, puis ecclésiastique.

## Œuvres

### Tableaux
- Le Triomphe de Joseph (1657), cathédrale Saint-Étienne de Toulouse[23]
- Le Sacrifice d'Abraham, cathédrale Saint-Étienne de Toulouse
- Louis XIV enfant, en saint Michel terrassant le dragon de l'hérésie, église Saint-Jean-Baptiste Belberaud
- La Crucifixion  (1672), église Saint-Orens de Montauban
- Immaculée Conception (1665), église Sainte-Madeleine Aix-en-Provence

Il a signé certains de ses tableaux « HPPP » signifiant Hilaire Pader Peintre et Poète.

### Publications
En plus de la traduction du livre de Gian Paolo Lomazzo, en 1649, il est l'auteur de La Peinture parlante, publié en 1653 (lire en ligne) et Le Songe énigmatique de la peinture universelle, publié en 1658 (lire en ligne).
Deux autres écrits sont restés sous forme de manuscrit, un texte sur le portrait et un autre qui était intitulé Vies d'artiste qui a disparu.

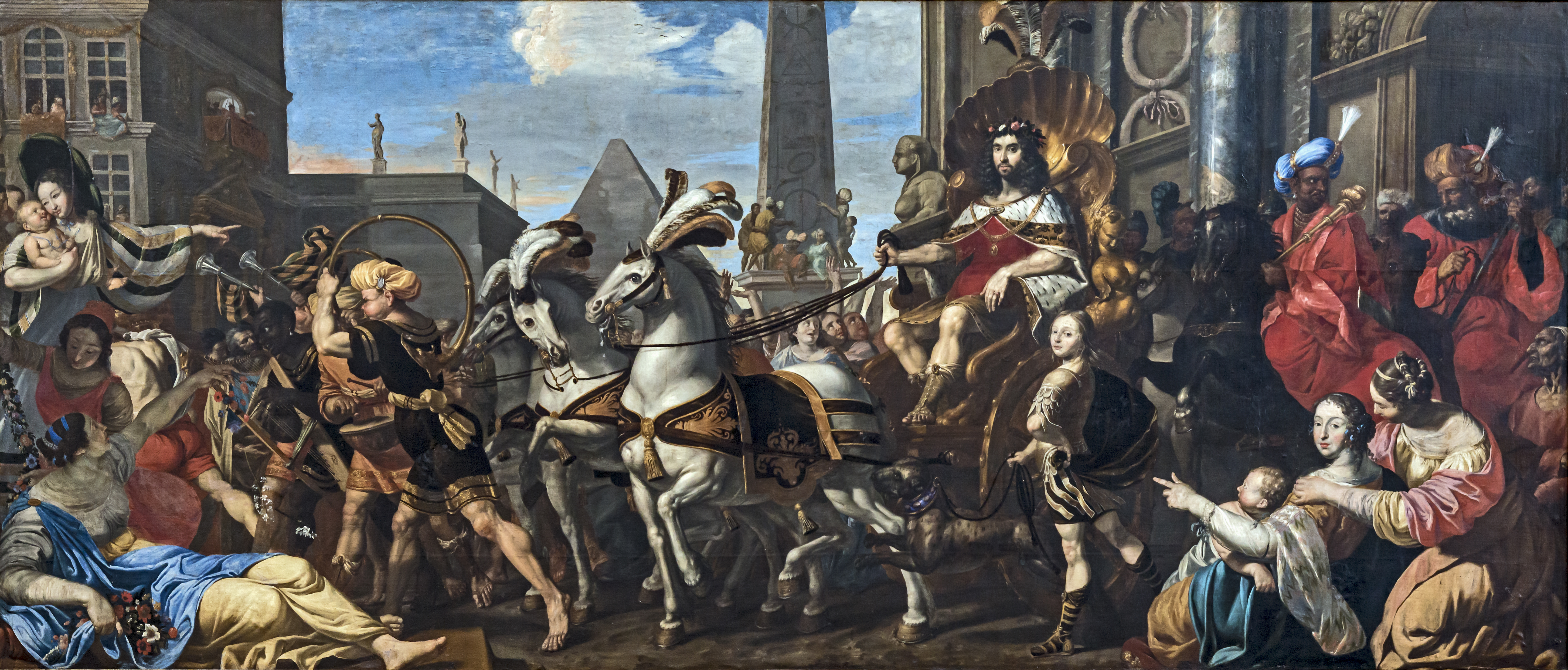
Le Triomphe de Joseph Cathédrale Saint-Étienne de Toulouse
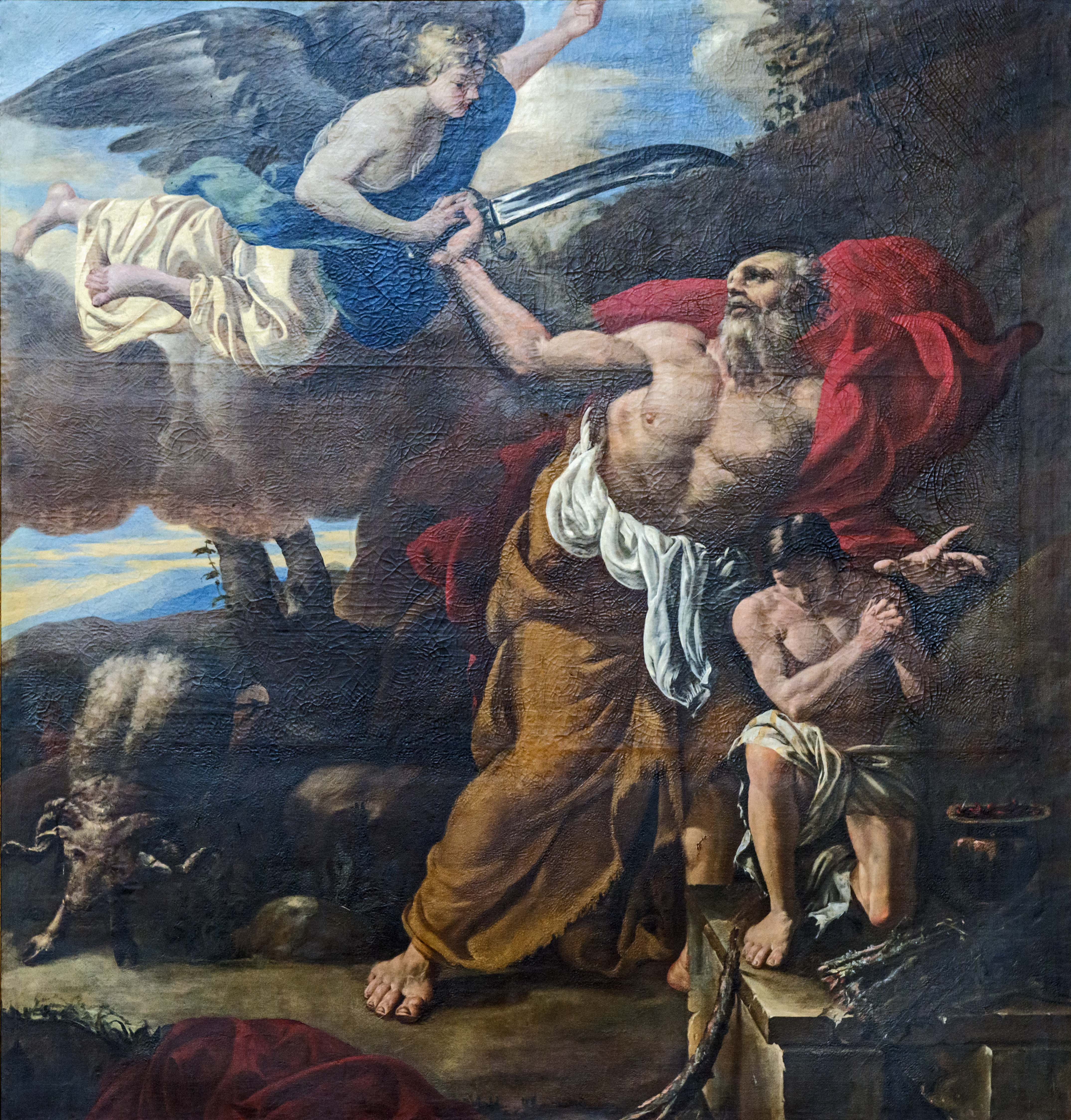
Le Sacrifice d'Abraham Cathédrale Saint-Étienne de Toulouse
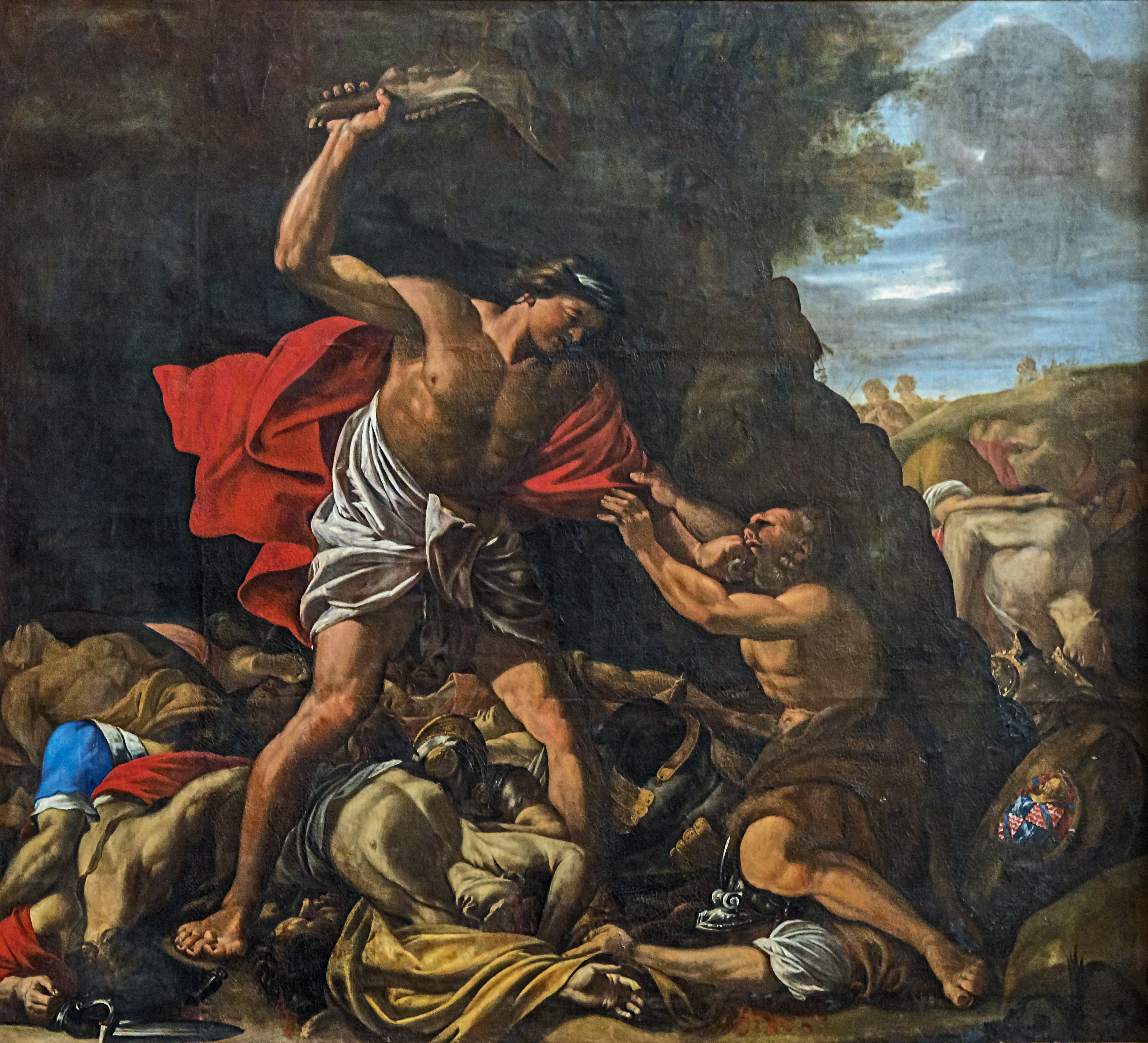
Samson massacrant les Philistins Cathédrale Saint-Étienne de Toulouse

## Honneurs
- La ville de Toulouse lui a dédié une rue : Rue Hilaire Pader.